# 1919年のワールドシリーズ
1919年のワールドシリーズ（1919ねんのワールドシリーズ）は、1919年10月1日から9日まで行われたメジャーリーグベースボール（MLB）のワールドシリーズである。このワールドシリーズがMLB史に残る八百長事件（ブラックソックス事件）の舞台となった。

## 概要
1919年の第16回ワールドシリーズ。この年から1921年まで9戦5勝制で試合が行われた。アメリカンリーグは2年ぶり出場のシカゴ・ホワイトソックスとナショナルリーグは初出場のシンシナティ・レッズとの対戦となった。のちにアメリカ野球殿堂入りを果たすレッド・フェイバーはスペインかぜに感染し、ワールドシリーズの名簿から外された。ホワイトソックスが圧倒的有利と予想されていたが、予想を覆してレッズが5勝3敗でホワイトソックスを下した。
不自然なミスプレーが目立ち、シリーズ中から八百長疑惑は浮上していた。ワールドシリーズ終了翌日のシカゴ・ヘラルド紙に最も著名なスポーツライターであるヒュー・フラートンによる「昨日の試合を最後に、もう二度とワールドシリーズが戦われる事は無いだろう。卑しくもチームのオーナーや、リーグの運営に関わる人間がこのシリーズの真相を聞き知ったなら、2度と毎年のリーグ対抗試合などやりたくなくなるに違いない。いや、それだけでは無い。昨日の試合は既にホワイトソックスが野球チームとして失格である事を証明した。来春のシーズンが開幕する時、最早このチームの7人の男は姿を消しているだろうし、そのうち何人かはメジャーリーグから追放されているだろう」という記事が掲載された。選手の数も除名の時期も違い、予言が的中する事は無かったが、この決定的な告発記事は野球関係者に大きな衝撃を与えた。
翌1920年9月27日に賭博師のビリー・マハーグが内幕を暴露した記事がノース・アメリカン紙に掲載され、ジョー・ジャクソン、エディ・シーコット、レフティ・ウィリアムズらホワイトソックスの8人の選手が八百長行為に加担していた事が明らかになった。この中にはエディ・コリンズ、レイ・シャーク、ディッキー・カーは含まれていなかった。

## 試合結果
表中のRは得点、Hは安打、Eは失策を示す。日付は現地時間。

### 第1戦 10月1日
レッズはダッチ・ルーサー、ホワイトソックスは防御率1.82・29勝を挙げたエディ・シーコットが先発投手として登板。シーコットはシーズン通して与死球2つと少ない投手ながら、いきなり最初の打者に対して死球を与えた。これが賭博師へ八百長試合の開始を告げる合図となった。1回裏にレッズが犠牲フライで先制したが、2回表にホワイトソックスはチック・ガンディルの適時打で同点に追い付いた。シーコットは4回裏二死から5連打を浴び、結局4回持たずに6失点でKOされた。一方、ルーサーは9回まで1失点に抑えて完投し、7回裏と8回裏にも合わせて3点を追加したレッズが9-1と大勝した。賢く試合前に報酬を要求したシーコットは他のメンバーより先に1万ドルを得る事が出来た。
- オハイオ州シンシナティ - レッドランド・フィールド

|                  | 1 | 2 | 3 | 4 | 5 | 6 | 7 | 8 | 9 | R | H  | E |
| ---------------- | - | - | - | - | - | - | - | - | - | - | -- | - |
| ホワイトソックス | 0 | 1 | 0 | 0 | 0 | 0 | 0 | 0 | 0 | 1 | 6  | 1 |
| レッズ           | 1 | 0 | 0 | 5 | 0 | 0 | 2 | 1 | X | 9 | 14 | 1 |

1. 勝利：ダッチ・ルーサー(1-0)
2. 敗戦：エディ・シーコット(0-1)
3. 本塁打
CWS：なし
CIN：なし
4. 観客動員数 30,511人

### 第2戦 10月2日
ホワイトソックス先発のレフティ・ウィリアムズは4回裏に集中して3つの与四球を出した後に適時打と2点適時三塁打を打たれ、一挙3失点を記録、6回裏にも適時打を浴び、4失点の完投負けを喫した。レッズ先発のスリム・サリーは10安打を打たれながらも、7回表のレイ・シャークの適時打と二塁・本塁と2つの悪送球による2失点のみに抑え、完投勝利を収めた。試合後に賭博師のビル・バーンズは共謀選手間で分配するようにガンディルへ要求額よりずっと少ない1万ドルを支払った。
- オハイオ州シンシナティ - レッドランド・フィールド

|                  | 1 | 2 | 3 | 4 | 5 | 6 | 7 | 8 | 9 | R | H  | E |
| ---------------- | - | - | - | - | - | - | - | - | - | - | -- | - |
| ホワイトソックス | 0 | 0 | 0 | 0 | 0 | 0 | 2 | 0 | 0 | 2 | 10 | 1 |
| レッズ           | 0 | 0 | 0 | 3 | 0 | 1 | 0 | 0 | X | 4 | 4  | 3 |

1. 勝利：スリム・サリー(1-0)
2. 敗戦：レフティ・ウィリアムズ(0-1)
3. 本塁打
CWS：なし
CIN：なし
4. 観客動員数 29,690人

### 第3戦 10月3日
八百長に関与していないホワイトソックス先発のディッキー・カーが1与四球・3被安打のみの完封勝利を収める好投を見せた。ホワイトソックスは2回裏にガンディルの適時打と本塁への悪送球で2点先制。4回裏にシャークのセーフティーバントで更に1点を追加した。8回からレッズのリリーフ登板のドルフ・ルケはラテンアメリカ出身選手として初のワールドシリーズ出場者となった。
- イリノイ州シカゴ - コミスキー・パーク

|                  | 1 | 2 | 3 | 4 | 5 | 6 | 7 | 8 | 9 | R | H | E |
| ---------------- | - | - | - | - | - | - | - | - | - | - | - | - |
| レッズ           | 0 | 0 | 0 | 0 | 0 | 0 | 0 | 0 | 0 | 0 | 3 | 1 |
| ホワイトソックス | 0 | 2 | 0 | 1 | 0 | 0 | 0 | 0 | X | 3 | 7 | 0 |

1. 勝利：ディッキー・カー(1-0)
2. 敗戦：レイ・フィッシャー(0-1)
3. 本塁打
CIN：なし
CWS：なし
4. 観客動員数 29,126人

### 第4戦 10月4日
シーコットとレッズ先発のジミー・リングが共に最後まで安定した投球を見せ、リングが3被安打完封で投げ勝った。シーコットは4回表に投手ゴロを一塁へ悪送球して走者を二塁まで進ませ、2連打を浴びた後に左翼手のジャクソンからの本塁への送球をカットする明らかなミスで2点目を失った。試合後に賭博師のスポーツ・サリバンはガンディルへスウィード・リスバーグ、ハッピー・フェルシュ、ジャクソン、ウィリアムズとの間で均等に分割するように2万ドルを支払った。
- イリノイ州シカゴ - コミスキー・パーク

|                  | 1 | 2 | 3 | 4 | 5 | 6 | 7 | 8 | 9 | R | H | E |
| ---------------- | - | - | - | - | - | - | - | - | - | - | - | - |
| レッズ           | 0 | 0 | 0 | 0 | 2 | 0 | 0 | 0 | 0 | 2 | 5 | 2 |
| ホワイトソックス | 0 | 0 | 0 | 0 | 0 | 0 | 0 | 0 | 0 | 0 | 3 | 2 |

1. 勝利：ジミー・リング(1-0)
2. 敗戦：エディ・シーコット(0-2)
3. 本塁打
CIN：なし
CWS：なし
4. 観客動員数 34,363人

### 第5戦 10月6日
それまで危なげない投球を見せていたウィリアムズが6回表に2本の長打を浴びるなど一挙4失点を記録。レッズは9回表にも内野ゴロで1点を追加した。レッズ先発のホッド・エレルは完封勝利を収め、レッズが4勝1敗と王手をかけた。
- イリノイ州シカゴ - コミスキー・パーク

|                  | 1 | 2 | 3 | 4 | 5 | 6 | 7 | 8 | 9 | R | H | E |
| ---------------- | - | - | - | - | - | - | - | - | - | - | - | - |
| レッズ           | 0 | 0 | 0 | 0 | 0 | 4 | 0 | 0 | 1 | 5 | 4 | 0 |
| ホワイトソックス | 0 | 0 | 0 | 0 | 0 | 0 | 0 | 0 | 0 | 0 | 3 | 3 |

1. 勝利：ホッド・エレル(1-0)
2. 敗戦：レフティ・ウィリアムズ(0-2)
3. 本塁打
CIN：なし
CWS：なし
4. 観客動員数 34,379人

### 第6戦 10月7日
前回の登板では完封勝利を収めたカーが4回までに4失点してしまう。ホワイトソックスは5回表にコリンズの犠牲フライで1点返し、6回表にはジャクソン、フェルシュ、シャークの適時打で同点に追い付いた。4-4のまま延長に突入した。10回表にホワイトソックスのガンディルが勝ち越しの適時打を放ち、カーが10回まで完投して2勝目を挙げた。
- オハイオ州シンシナティ - レッドランド・フィールド

|                  | 1 | 2 | 3 | 4 | 5 | 6 | 7 | 8 | 9 | 10 | R | H  | E |
| ---------------- | - | - | - | - | - | - | - | - | - | -- | - | -- | - |
| ホワイトソックス | 0 | 0 | 0 | 0 | 1 | 3 | 0 | 0 | 0 | 1  | 5 | 10 | 3 |
| レッズ           | 0 | 0 | 2 | 2 | 0 | 0 | 0 | 0 | 0 | 0  | 4 | 11 | 0 |

1. 勝利：ディッキー・カー(2-0)
2. 敗戦：ジミー・リング(1-1)
3. 本塁打
CWS：なし
CIN：なし
4. 観客動員数 32,006人

### 第7戦 10月8日
シーコットが過去2戦に不安定な投球を見せたにもかかわらず、キッド・グリーソン監督はシーコットへの信頼を示し、彼を先発として起用した。試合前に他の共謀選手が賭博師から約束通りの報酬額が受け取れない可能性が高くなった事が判明し、シーコットはチームを勝たせるためにプレーする事を決めた。ホワイトソックスは1回表と3回表にジャクソンの2打席連続適時打で2点先制。5回表にはフェルシュの2点適時打も出た。シーコットは6回裏の1失点のみの好投を見せて完投し、シリーズ初勝利を挙げた。
- オハイオ州シンシナティ - レッドランド・フィールド

|                  | 1 | 2 | 3 | 4 | 5 | 6 | 7 | 8 | 9 | R | H  | E |
| ---------------- | - | - | - | - | - | - | - | - | - | - | -- | - |
| ホワイトソックス | 1 | 0 | 1 | 0 | 2 | 0 | 0 | 0 | 0 | 4 | 10 | 1 |
| レッズ           | 0 | 0 | 0 | 0 | 0 | 1 | 0 | 0 | 0 | 1 | 7  | 4 |

1. 勝利：エディ・シーコット(1-2)
2. 敗戦：スリム・サリー(1-1)
3. 本塁打
CWS：なし
CIN：なし
4. 観客動員数 13,923人

### 第8戦 10月9日
ホワイトソックス先発のウィリアムズは1回表一死から4連打目となる2点適時二塁打を浴びて3失点で早々と降板、この回は更に1点を追加された。勢いに乗ったレッズは2回表（1点）・5回表（1点）・6回表（3点）・8回表（1点）にも得点を追加し、計10得点と打線が爆発した。ホワイトソックスは3回裏にこのシリーズ両チーム合わせて初の本塁打となるジャクソンの1号ソロ本塁打で1点を返し、8回裏にもジャクソンの2点適時二塁打、ガンディルの適時打、リスバーグの適時失策で更に4点を返したが、5-10。シリーズ5勝3敗でシンシナティ・レッズが初のワールドチャンピオンに輝いた。ウィリアムズの同一のワールドシリーズで3敗の記録は1981年のジョージ・フレイザーと並ぶ歴代最多敗戦記録である。
なお、1963年に出版された書籍『エイトメン・アウト』の中で、第8戦の試合前にウィリアムズが謎の匿名の人物から「登板試合で全力を出せば、お前の妻に危害が及ぶ」と脅迫される場面があったが、この映画版でも極めて重要だった逸話は作者のエリオット・アジノフの告白により、架空の話である事が判明した。
- イリノイ州シカゴ - コミスキー・パーク

|                  | 1 | 2 | 3 | 4 | 5 | 6 | 7 | 8 | 9 | R  | H  | E |
| ---------------- | - | - | - | - | - | - | - | - | - | -- | -- | - |
| レッズ           | 4 | 1 | 0 | 0 | 1 | 3 | 0 | 1 | 0 | 10 | 16 | 2 |
| ホワイトソックス | 0 | 0 | 1 | 0 | 0 | 0 | 0 | 4 | 0 | 5  | 10 | 1 |

1. 勝利：ホッド・エレル(2-0)
2. 敗戦：レフティ・ウィリアムズ(0-3)
3. 本塁打
CIN：なし
CWS：ジョー・ジャクソン(1)
4. 観客動員数 32,930人